# Aurelia Ferrer
Aurelia Ferrer fue una actriz argentina. Su primera película fue Federación o muerte (1917), con Lea Conti.
Continuó actuando en varias películas hasta 1963, mayormente en papeles de reparto.

## Obra
Se recuerdan sus participaciones en los filmes Los árboles mueren de pie (1951), Concierto para una lágrima (1955) y Alejandra (1956) y, en especial, en El inglés de los güesos (1940) y Armiño negro (1953), ambas dirigidas por Carlos Hugo Christensen.

## Filmografía
Actriz
- Lindor Covas, el cimarrón (1963)
- El hombre que hizo el milagro (1958)
- La hermosa mentira (1958)
- La morocha (1958)…Juana
- Cinco gallinas y el cielo (1957)
- Bendita seas (1956)
- Alejandra (1956)
- Después del silencio (1956)…Benita
- Concierto para una lágrima (1955)
- Desalmados en pena (1954)
- Las tres claves (1953)…Juana
- Por cuatro días locos (1953)
- La casa grande (1953)
- Armiño negro (1953)
- La orquídea (1951)
- Cosas de mujer (1951)
- De turno con la muerte (1951)
- Los isleros (1951)
- Los árboles mueren de pie (1951)
- Cuando besa mi marido (1950)
- La culpa la tuvo el otro (1950)…Dorotea López
- Esposa último modelo (1950)
- De padre desconocido (1949)
- De hombre a hombre (1949)
- La calle grita (1948)
- María de los Ángeles (1948)
- Historia de una mala mujer (1947)
- Mirad los lirios del campo (1947)
- Como tú lo soñaste (1947)
- El retrato (1947)
- Con el diablo en el cuerpo (1947)
- Donde mueren las palabras (1946)
- Las tres ratas (1946)
- Pampa bárbara (1945)
- El canto del cisne (1945)
- La señora de Pérez se divorcia (1945)
- 16 años (1943)
- Yo conocí a esa mujer (1942)
- Los chicos crecen (1942)
- Noche de bodas (1942)
- La novia de primavera (1942)
- El tercer beso (1942)
- Soñar no cuesta nada (1942)
- El inglés de los güesos (1940)
- El canillita y la dama (1938)
- Federación o muerte (1917)